# Phúc Trạch, Bố Trạch
Phúc Trạch là một xã thuộc huyện Bố Trạch, tỉnh Quảng Bình, Việt Nam.

## Địa lý
Phúc Trạch có vị trí địa lý:
- Phía bắc giáp xã Lâm Trạch
- Phía tây bắc giáp xã Xuân Trạch
- Phía tây nam giáp xã Thượng Trạch
- Phía nam giáp thị trấn Phong Nha
- Phía đông nam giáp xã Hưng Trạch
- Phía đông bắc giáp xã Liên Trạch.

Xã Phúc Trạch có diện tích 60,22 km², dân số năm 2019 là 12.476 người, mật độ dân số đạt 207 người/km².

## Hành chính
Xã Phúc Trạch được chia thành các thôn: Phúc Khê, Thanh Sen, Chày Lập, 4 thôn Phúc đồng